# وسيم غانم
وسيم غانم ممثل سوري من مواليد مدينة «صافيتا» عام /1962/ شارك كممثل بالعديد من الأعمال التلفزيونية والسينمائية والمسرحية، بالإضافة إلى عدة أعمال إذاعية. - عضو في نقابة الفنانين منذ عام 1994.

## أعماله

### في التلفزيون
- مسلسل «أمانة في أعناقكم» - من إخراج علاء الدين كوكش.
- مسلسل «حمام القيشاني» ج (1-2-3) تأليف دياب عيد، إخراج هاني الروماني.
- مسلسل «الثريا» تأليف نهاد سيريس، إخراج هيثم حقي.
- مسلسل «ليل المسافرين» - من تأليف الكاتب قمر الزمان علوش وإخراج أيمن زيدان.
- مسلسل «عطر البحر» من تأليف وسيناريو وديع اسمندر وإخراج غسان جبري.
- مسلسل «العودة القاتلة» تأليف وسيناريو أحمد يوسف داود، إخراج غسان جبري.
- مسلسل «باب الحارة» بجزئيه الثاني والثالث.

### في المسـرح
- رحلة حنظلة
- الملك هو الملك
- سيرة شحاته
- الحارس
- حديقة الحيوان
- حكي السرايا
- من هناك

### في الإذاعة
- حكم العدالة
- ظواهر مدهشة

### في السينما
- فتاة الأنتربول
- المتبقي

## روابط خارجية
- وسيم غانم على موقع قاعدة بيانات الأفلام العربية